# Minuartia villarsii
Minuartia villarsii là loài thực vật có hoa thuộc họ Cẩm chướng. Loài này được (Balb.) Wilczek & Chenevard mô tả khoa học đầu tiên năm 1912.